# 情けねえ
『情けねえ』（なさけねえ）は、1991年5月29日にポニーキャニオンよりリリースされたとんねるずの17枚目のシングル。

## 概要
「第22回日本歌謡大賞」大賞受賞曲。フジテレビ『とんねるずのみなさんのおかげです』エンディングテーマ。
同年勃発した湾岸戦争と、それに対する日本の対応を風刺した曲。シングルジャケットデザインは日の丸のパロディ。アルバム『みのもんたの逆襲』には、2番の歌詞が『みなさんのおかげです』について歌った内容に変更された「情けねえ（みなさんのおかげですヴァージョン）」が収録された。
本曲でNHK紅白歌合戦に初出場を果たした。会見で石橋貴明は「皆さんも受信料を払っていれば、きっといいことがあります」と語った。番組には石橋の背中に「受信」「払」、木梨の背中に「料を」「おう」（二人並ぶと「受信料を払おう」と読める）と書かれたパンツ一枚の衣装で出演した。その後NHK出入り禁止になったと言われることもあるが、事実ではない（翌1992年もオファーを受けたが辞退した）。
2018年3月22日放送『とんねるずのみなさんのおかげでした』最終回のエンディングで歌詞を変更した内容で歌唱した。

## 収録曲
全曲　作曲・編曲：後藤次利
1. 情けねえ
  - 作詞：秋元康
2. こんな男でよかったら
  - 作詞：松井五郎

## カタログ
- CD：PCDA-00191
- カセット：PCSA-00131